# Hithal Sirur, Aland
Hithal Sirur là một làng thuộc tehsil Aland, huyện Gulbarga, bang Karnataka, Ấn Độ.